# Marlene Dietrich
Marlene Dietrich (phát âm: [maɐˈleːnə ˈdiːtrɪç]; 27 tháng 12 năm 1901 - 6 tháng 5 năm 1992) là một nữ diễn viên, ca sĩ người Mỹ gốc Đức từng được đề cử giải Oscar. Bà được coi là diễn viên Đức đầu tiên thành công ở Hollywood.
Trong suốt sự nghiệp của mình, khởi đầu là một ca sĩ hợp xướng hát tại các hộp đêm, bà rồi trở thành diễn viên vào hồi thập niên 20 ở Berlin của thế kỷ trước, một ngôi sao điện ảnh của Hollywood vào thập niên 1930, rồi một ca sĩ hát phục vụ tại các chiến trường trong Chiến tranh thế giới thứ hai trong suốt thập niên 1940 và cuối cùng là một ngôi sao sân khấu quốc tế từ thập niên 50 tới thập niên 70, Dietrich luôn tự làm mới bản thân và bà được coi là một biểu tượng vĩ đại của ngành giải trí thế kỷ 20.
Bà đã trở thành một công dân Hoa Kỳ vào năm 1939, và trong suốt Thế chiến II bà là một siêu sao phục vụ tiền tuyến. Mặc dù bà vẫn làm phim thường xuyên trong những năm sau chiến tranh, Dietrich đã dành phần lớn những năm 1950 đến những năm 1970 để đi lưu diễn trên toàn thế giới.
Năm 1999, Viện phim Mỹ xếp bà ở vị trí thứ 9 trong danh sách những ngôi sao nữ vĩ đại nhất mọi thời đại.

## Thời thơ ấu

Ngôi nhà cũ của Dietrich tại Leberstraße 65, Berlin-Schöneberg

Marie Magdalene Dietrich sinh ngày 27 tháng 12 năm 1901 ở Leberstrasse 65 trên Rote Insel thuộc Schöneberg, nay là một khu vực của Berlin, Đức. Bà là con gái út trong của Louis Erich Otto Dietrich và Wilhelmina Elisabeth Josephine (trước là Felsing), họ kết hôn tháng 12 năm 1898. Mẹ của Dietrich là con trong gia đình có công việc tốt ở Berlin họ sở hữu một xưởng làm đồng hồ và cha bà là một trung úy cảnh sát. Cha bà mất năm 1907. Bạn thân của ông là Eduard von Losch đã kết hôn với Wilhelmina năm 1916, nhưng ông mất không lâu sau đó do bị thương trong chiến tranh thế giới thứ nhất. Gia đình đặt biệt danh cho cô là "Lena" và "Lene" (phát âm là Lay-neh). Khoảng 11 tuổi, cô kết hợp hai cái tên đầu tiên để hình thành tên "Marlene" cho mình.
Dietrich theo học trường nữ Auguste-Viktoria từ 1907 tới 1917 và tốt nghiệp Victoria-Luise-Schule (Goethe-Gymnasium Berlin-Wilmersdorf ngày nay) năm sau đó. Cô học violin và quan tâm đến nhà hát và thơ khi còn là thiếu niên. Ước mơ của cô trở thành một nghệ sĩ violin hòa nhạc đã không còn khi cô bị thương ở cổ tay, nhưng vào năm 1922, công việc đầu tiên của cô là một nghệ sĩ violin trong một ban nhạc trong một phim câm ở một cinema tại Berlin. Nhưng Dietrich bị sa thải chỉ sau 4 tuần.

## Khởi đầu sự nghiệp

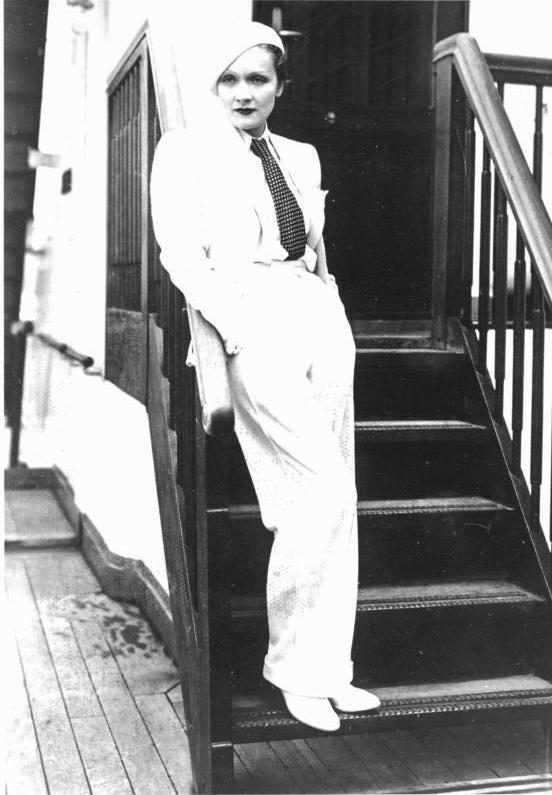
Thậm chí ở khởi đầu của sự nghiệp điện ảnh, Dietrich vẫn thường xuyên mặc trang phục nam giới, tạo cho cô một hình ảnh phi giới tính.

Lần xuất hiện trên sân khấu chuyên nghiệp đầu tiên của cô là trong nhóm đồng ca giải trí tạp kỹ Girl-Kabarett Guido Thielscher và trong nhóm của Rudolf Nelson ở Berlin. Năm 1922, Dietrich đăng ký thi vào học trường kịch nghệ của đạo diễn sân khấu nổi tiếng Max Reinhardt nhưng không thành công. Tuy nhiên, cô sớm có cơ hội làm việc tại các rạp hát của đạo diễn này như là một cô gái hát trong dàn hợp xướng và đóng các vai nhỏ trong các bộ phim truyền hình của ông, mặc dù không có gì nổi bật. Cô ra mắt trong bộ phim đầu tiên, The Little Napoleon (1923) với một vai nhỏ.
Cô gặp người chồng tương lai của mình, Rudolf Sieber, khi đóng một bộ phim khác được thực hiện trong năm đó, Tragödie der Liebe. Dietrich và Sieber đã kết hôn trong một đám cưới dân sự tại Berlin vào ngày 17 tháng 5 năm 1923. Con duy nhất của hai người, Maria Elisabeth Sieber, sinh ngày 13 tháng 12 năm 1924.
Dietrich tiếp tục làm việc trên sân khấu và trong phim đều đặn ở Berlin và Viên trong suốt những năm 1920. Trên sân khấu, cô đóng các vai khác nhau trong các vở Chiếc hộp Pandora của Frank Wedekind, The Taming of the Shrew và Dream A Midsummer Night của William Shakespeare, và Back to Methuselah & Misalliance. của George Bernard Shaw. Tuy vậy cô chỉ trở nên nổi bật và thu hút nhiều sự chú ý trong các vở nhạc kịch như Broadway, Es liegt in der Luft, và Zwei Krawatten. Vào cuối những năm 1920, Dietrich cũng đã đóng nhiều phim điện ảnh, bao gồm Café Elektric (1927), Ich küsse Ihre Hand, Madame (1928) và Das Schiff der verlorenen Menschen (1929).